# Paulo Oom
Paulo Tavares Oom (Lisboa, 19 de Junho de 1966) é um actor e dobrador português.

## Biografia
Actor e encenador, foi um dos fundadores do Grupo Teatroesfera, com o qual abriu em 2001 o primeiro Teatro do século XXI em Portugal: o Espaço Teatroesfera; neste grupo, a que se dedicou entre 1998 e 2006, para além dos trabalhos como actor, também escreveu textos dramáticos, traduziu, adaptou, encenou, fez cenários, figurinos e música para diversos espectáculos.
Estreou-se como actor profissional em 1984, no Centro de Arte Moderna da Fundação Calouste Gulbenkian pela mão de Fernanda Lapa, tendo trabalhado posteriormente no Teatro Nacional D. Maria II, A Barraca, Teatro Aberto, Teatro da Cornucópia, Teatro São Luís e Teatro da Trindade, com encenadores como João Lourenço, Helmut Reinke, Ruy de Matos, Hélder Costa, Carlos Avilez, Fernando Gomes, José Carretas, José Wallenstein, Stephan Stroux, Fernando Heitor, Paula Sousa, João Lagarto, Almeno Gonçalves e Jorge Fraga.
Presença irregular em programas, peças de teatro, séries, telenovelas e filmes para televisão; podem, no entanto, destacar-se a sitcom "Não há 2 sem 3", a mini-série "A Viúva do Enforcado" e a novela "Doce Fugitiva" onde fez o personagem Américo Rodrigues.
Também trabalha regularmente como actor e director de dobragens em filmes e séries, de onde se pode destacar a sua participação nos filmes do Shrek, onde deu voz ao Gato das Botas; em Portugal, Paulo Oom é a voz aprovada pela Warner para o Bugs Bunny.
O Pai foi o último espectáculo teatral em que participou e esteve em cena no Teatro Aberto.
Depois da participação na telenovela da TVI "A Outra", onde desempenhou o papel de Jorge Sousa Lima, participou na novela juvenil "Lua Vermelha" na SIC.
Também pertenceu aos tradutores da canção nosso arco-iris no filme Os Marretas em 2011.

## Família
Filho primogénito do escultor João Manuel da Costa Félix Oom, trineto e sobrinho-tetraneto de Tomás Oom, e de sua primeira mulher Maria Teresa do Casal Ribeiro Tavares, sobrinha-neta de Luís Cabral de Oliveira Moncada, sobrinha-bisneta do 1.º Visconde de Chanceleiros, trineta do 1.º Barão de Chanceleiros e do 1.º Conde do Casal Ribeiro e tetraneta de João Crisóstomo de Abreu e Sousa.
De Paula Parracho de Sousa tem um filho: 
- João de Sousa Oom (Lisboa, 19 de Junho de 1991)

De Mónica Garcez tem uma filha e um filho: 
- Lia Garcez Oom (Lisboa, 6 de Setembro de 2008)
- Filipe Garcez Oom (Lisboa, 24 de Dezembro de 2014)